# پوسیولوک اوچاستکا ناگایفسکوگو لسنیچستوا
پوسیولوک اوچاستکا ناگایفسکوگو لسنیچستوا (انگلیسی: Posyolok Uchastka Nagayevskogo lesnichestva) یک شهرک در منطقه شهری اوفای جمهوری باشقیرستان در کشور روسیه است.